# Viva Cuba libre
Viva Cuba Libre es un disco de Bian Óscar Rodríguez Gala, integrante de Los Aldeanos. Este disco compuesto por dos volúmenes y lanzado el 2010, fue producido musicalmente por grandes exponentes del hip-hop cubano y extranjero, como lo son: Dj Figu y Silvio Lian Rodríguez Silvito "El Libre". En sus canciones Bian "El B" hace duras críticas a la política y sus métodos, criticando también problemas sociales. .

## Dedicatoria
"A todas las personas que han pasado por mi vida, gracias a ellas soy quien soy y hago lo que hago"

## Track List

### Volumen 1
| Track | Nombre                | Duración |
| ----- | --------------------- | -------- |
| 1     | Intro                 | 3:04     |
| 2     | Carta de presentación | 4:27     |
| 3     | Viva Cuba Libre       | 5:58     |
| 4     | B.I.A.N               | 6:09     |
| 5     | Interlud              | 0:42     |
| 6     | Idbae                 | 5:05     |
| 7     | Esto es con todos     | 5:21     |
| 8     | Una pausa psicológica | 4:02     |
| 9     | Vacaciones de verano  | 6:48     |
| 10    | Revolution            | 4:19     |

### Volumen 2
| Track | Nombre                 | Duración |
| ----- | ---------------------- | -------- |
| 1     | Aclaración             | 2:03     |
| 2     | Declaración            | 4:53     |
| 3     | La Calle               | 3:51     |
| 4     | Sangre Guerrera        | 4:56     |
| 5     | Un mensaje(interlud)   | 1:38     |
| 6     | Rosy                   | 4:57     |
| 7     | No Conspiren           | 5:27     |
| 8     | Melancolía             | 4:52     |
| 9     | Contrarrevolucionario  | 6:16     |
| 10    | Himno de Bayamo(Outro) | 0:48     |